# Virtus Pallacanestro Bologna 1951-1952

## Roster
Virtus Bologna
- Gianfranco Bersani (capitano)
- Giuliano Battilani
- Elvio Bencivenni
- Sergio Ferriani
- Germano Gambini
- Carlo Negroni
- Renzo Ranuzzi
- Luigi Rapini
- Venzo Vannini
- Umberto Villani
- Saymour Wiener
- Nino Zacchi
- Dino Zucchi

## Staff Tecnico
- Allenatore:  Venzo Vannini, poi  Amerigo Penzo

## Risultati
- Serie A:  2ª classificata su 12 squadre (17-5)